# 禔子内親王
禔子内親王（しし / ただこ やすこ ないしんのう）は、三条天皇の第2皇女。母は藤原娍子（藤原済時の長女）。同母兄姉に敦明親王（小一条院）、敦儀親王、敦平親王、当子内親王、同母弟に師明親王（性信入道親王）がおり、異母妹に禎子内親王（陽明門院）がいる。

## 生涯
父・三条天皇の即位により、寛弘8年（1011年）10月22日に内親王宣下を受ける。姉・当子内親王が伊勢斎宮となって京を離れたこともあり、父天皇の愛情を受けた。
長和4年（1015年）、三条天皇は13歳となった禔子を藤原頼通（藤原道長の長男）に嫁がせる内意を示した。内親王と臣下との結婚において天皇が積極的に動いた前例はなく、自身の退位と敦明親王の立太子に向けて、禔子と頼通の結婚により道長の勢力との関係改善を図ったと思われるが、折しも頼通が重病となったことにより、この縁組は成立しなかった。頼通は妻隆姫女王への思いに悩み、病床には隆姫の父具平親王の霊が現れて涙ながらに訴えたという。なお、『小右記』（長和4年12月13日条）では頼通の病は藤原伊周の霊が現れたためとしている。
父の崩御後の寛仁3年（1019年）2月29日、17歳で著裳し、同年三品に叙される。万寿3年（1026年）2月、藤原教通（頼通の弟）の継室となった。教通との間に子女は生まれなかった。長暦3年（1039年）、継子の藤原生子（教通長女）が後朱雀天皇に入内する際には、教通とともに付き添っている。長久2年（1041年）12月19日には二品に叙される。永承3年（1048年）、46歳で薨去。

## 参考資料
- 『コンサイス日本人名辞典 改訂新版』（三省堂、1993年） p.603
- 角田文衛監修『平安時代史事典』角川書店、1994年。